# Ernst Mundt
Ernst Mundt (* 2. Dezember 1921 in Bad Polzin; † 4. September 1962 in Berlin) war ein Todesopfer an der Berliner Mauer. Er wurde beim Versuch, über den Sophien-Friedhof in Berlin-Mitte nach West-Berlin zu fliehen, von einem Transportpolizisten erschossen.

## Leben

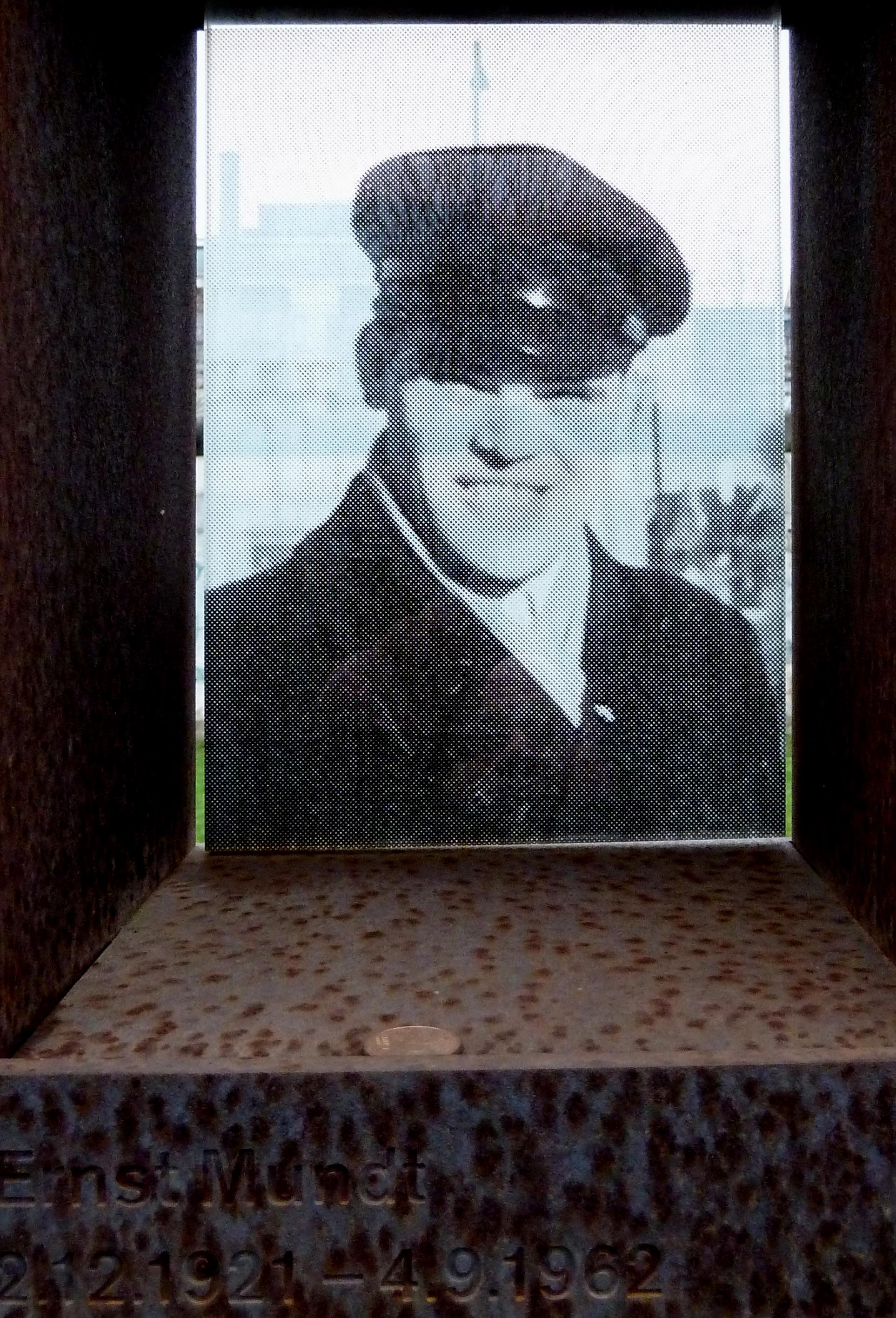
Ernst Mundt im Fenster des Gedenkens der Gedenkstätte Berliner Mauer

Ernst Mundt wurde in Bad Polzin geboren und absolvierte nach der Schule eine Lehre zum Zimmermann. 1950 zog er arbeitssuchend nach Ost-Berlin. Dort war er am Bau des Karl-Friedrich-Friesen-Stadions im Volkspark Friedrichshain beteiligt, bevor er aus gesundheitlichen Gründen berufsunfähig wurde. Nach dem Bau der Mauer lebte er von seiner Verwandtschaft getrennt in Prenzlauer Berg von einer Invalidenrente. Zu seiner Mutter in West-Berlin hatte er nur brieflichen Kontakt.
Am 4. September 1962 fuhr Ernst Mundt mit dem Fahrrad zum Sophien-Friedhof. Er bestieg die Friedhofsmauer und balancierte auf ihr Richtung West-Berlin, das an der Bernauer Straße auf der Rückseite des Friedhofs begann. Kurz bevor er das Ende der Mauer erreichte, entdeckten ihn zwei Transportpolizisten. Von ihrem Standort auf dem Gelände des Nordbahnhofs gab einer der beiden erst einen Warnschuss und anschließend einen gezielten Schuss auf den etwa 100 Meter entfernten Flüchtenden ab. Die Kugel durchschlug den Kopf von Ernst Mundt, der sofort starb und von der Mauer fiel. Nach dem Tod von Peter Fechter war ein neuer Einsatzbefehl erlassen worden, wonach getötete Flüchtlinge umgehend aus dem Grenzbereich geborgen werden mussten, um sie vor den westlichen Behörden und der Presse zu verbergen. Daher bargen die Transport- und Grenzpolizisten den Toten und schafften ihn weg. Der Schütze wurde mit der Medaille für vorbildlichen Grenzdienst ausgezeichnet, unter besonderem Lob seines Umgangs mit der Waffe. Als Grabstätte von Ernst Mundt wurde den Hinterbliebenen später eine Stelle auf dem Friedhof Baumschulenweg genannt. Die Einäscherung und die anonyme Bestattung der Urne wurden durch das Ministerium für Staatssicherheit veranlasst.
In West-Berlin führte der dritte Tote an der Mauer innerhalb von 14 Tagen zu Demonstrationen und Aggression gegenüber der Grenze und ihrer Bewacher, bei denen die Polizei einschritt. In der Bernauer Straße wurde ein Gedenkkreuz für den damals noch unbekannten Toten aufgestellt. Eine in den Gehweg eingelassene Platte erinnert bis heute an seinen Tod.